# GAA
GAA – (ang. Goals Against Average). Statystyka sportowa używana w hokeju na lodzie, piłce nożnej i innych dyscyplinach określająca średnią liczbę bramek na mecz wpuszczonych przez bramkarza. Aby wyliczyć tę średnią należy podzielić liczbę minut spędzonych przez bramkarza na polu gry przez długość jednego spotkania. Otrzymaną liczbę należy pomnożyć przez liczbę bramek wpuszczonych przez tego bramkarza. Wartość tę podaje się z reguły do dwóch miejsc po przecinku.
Przykład: mecz trwał 60 minut, bramkarz był w bramce przez 58 minut, wpuścił dwie bramki. 58/60=0,96 → 0,96*2=1,92. GAA wynosi 1,92.
Ponieważ wpływ na liczbę straconych bramek przez drużynę mają też formacje defensywne i ogólnie cała drużyna, dość często bardziej informacyjną statystyką jest procent obronionych strzałów.